# Steven Low
Steven Low (né le 21 avril 1976 à Montréal, dans la province de Québec au Canada) est un joueur professionnel canadien de hockey sur glace.

## Carrière de joueur
Il a joué cinq saisons dans la Ligue de hockey junior majeur du Québec. Après avoir joué avec les Faucons de Sherbrooke, il est échangé aux Tigres de Victoriaville puis aux Olympiques de Hull.
En 1994, il a été repêché en 11e ronde (285e au total) par les Nordiques de Québec.
En 1997, il commence sa carrière professionnelle avec les Rafales de Québec de la Ligue internationale de hockey.
Entre 1997 et 2003, il évolue avec plusieurs équipes de plusieurs circuits américains. Il fait des passages dans la Ligue internationale de hockey, l'East Coast Hockey League, la West Coast Hockey League, la Ligue américaine de hockey et la United Hockey League.
Lors de la saison 2001-2002, il revient au Canada, afin de passer une partie de la saison avec les Royaux de Sorel de la Ligue de hockey semi-professionnelle du Québec.
Il commence la saison 2003-2004 en France, avec les Dragons de Rouen de la Ligue Magnus.
Il évolue ensuite avec le Mission de Saint-Jean et le Mission de Sorel-Tracy de la Ligue nord-américaine de hockey. Après un passage avec le CIMT de Rivière-du-Loup de la Ligue centrale de hockey (LCH-AAA), il se joint à l’Isothermic de Thetford Mines.
À l’été 2010, il devient joueur-actionnaire du GCI de Sorel-Tracy et du HC Carvena de Sorel-Tracy.

## Statistiques
| Saison    | Équipe                       | Ligue        |    | Saison régulière | Saison régulière | Saison régulière | Saison régulière | Saison régulière |   | Séries éliminatoires | Séries éliminatoires | Séries éliminatoires | Séries éliminatoires | Séries éliminatoires |
| Saison    | Équipe                       | Ligue        | PJ | B                | A                | Pts              | Pun              | PJ               | B | A                    | Pts                  | Pun                  |                      |                      |
| 1992-1993 | Faucons de Sherbrooke        | LHJMQ        | 11 | 0                | 1                | 1                | 18               | -                | - | -                    | -                    | -                    |                      |                      |
| 1993-1994 | Faucons de Sherbrooke        | LHJMQ        | 68 | 4                | 14               | 18               | 154              | 11               | 1 | 1                    | 2                    | 16                   |                      |                      |
| 1994-1995 | Faucons de Sherbrooke        | LHJMQ        | 42 | 3                | 13               | 16               | 130              | -                | - | -                    | -                    | -                    |                      |                      |
| 1994-1995 | Tigres de Victoriaville      | LHJMQ        | 28 | 8                | 9                | 17               | 112              | 4                | 0 | 0                    | 0                    | 33                   |                      |                      |
| 1995-1996 | Tigres de Victoriaville      | LHJMQ        | 44 | 10               | 33               | 43               | 229              | -                | - | -                    | -                    | -                    |                      |                      |
| 1995-1996 | Olympiques de Hull           | LHJMQ        | 20 | 2                | 12               | 14               | 71               | 12               | 3 | 4                    | 7                    | 37                   |                      |                      |
| 1996-1997 | Olympiques de Hull           | LHJMQ        | 62 | 18               | 41               | 59               | 151              | 13               | 3 | 17                   | 20                   | 26                   |                      |                      |
| 1997-1998 | Rafales de Québec            | LIH          | 25 | 0                | 4                | 4                | 56               | -                | - | -                    | -                    | -                    |                      |                      |
| 1997-1998 | Ice Pilots de Pensacola      | ECHL         | 37 | 3                | 8                | 11               | 101              | 15               | 5 | 4                    | 9                    | 64                   |                      |                      |
| 1998-1999 | Ice Dogs de Long Beach       | LIH          | 2  | 0                | 0                | 0                | 2                | -                | - | -                    | -                    | -                    |                      |                      |
| 1998-1999 | Blades de Kansas City        | LIH          | 64 | 3                | 14               | 17               | 100              | -                | - | -                    | -                    | -                    |                      |                      |
| 1998-1999 | Gulls de San Diego           | WCHL         | 2  | 0                | 0                | 0                | 4                | -                | - | -                    | -                    | -                    |                      |                      |
| 1999-2000 | Gulls de San Diego           | WCHL         | 66 | 11               | 25               | 36               | 180              | 4                | 1 | 2                    | 3                    | 20                   |                      |                      |
| 1999-2000 | Ice Dogs de Long Beach       | LIH          | 1  | 0                | 0                | 0                | 0                | -                | - | -                    | -                    | -                    |                      |                      |
| 2000-2001 | Falcons de Springfield       | LAH          | 3  | 0                | 0                | 0                | 12               | -                | - | -                    | -                    | -                    |                      |                      |
| 2000-2001 | Prowlers de Mohawk Valley    | UHL          | 47 | 9                | 22               | 31               | 81               | -                | - | -                    | -                    | -                    |                      |                      |
| 2000-2001 | Condors de Bakersfield       | WCHL         | 21 | 1                | 11               | 12               | 52               | 3                | 0 | 2                    | 2                    | 10                   |                      |                      |
| 2001-2002 | Condors de Bakersfield       | WCHL         | 12 | 2                | 2                | 4                | 41               | -                | - | -                    | -                    | -                    |                      |                      |
| 2001-2002 | Icemen de B.C.               | UHL          | 6  | 0                | 2                | 2                | 8                | 10               | 1 | 3                    | 4                    | 12                   |                      |                      |
| 2001-2002 | Royaux de Sorel              | LHSPQ        | 19 | 3                | 15               | 18               | 48               | 10               | 3 | 13                   | 16                   | 20                   |                      |                      |
| 2002-2003 | Royaux de Sorel              | LHSPQ        | 48 | 12               | 42               | 54               | 126              | 4                | 2 | 5                    | 7                    | 12                   |                      |                      |
| 2002-2003 | IceHawks de l'Adirondack     | UHL          | 6  | 1                | 3                | 4                | 12               | 4                | 0 | 2                    | 2                    | 2                    |                      |                      |
| 2003-2004 | Dragons de Rouen             | Ligue Magnus | 9  | 1                | 2                | 3                | 68               | -                | - | -                    | -                    | -                    |                      |                      |
| 2003-2004 | Mission de Saint-Jean        | LHSMQ        | 18 | 0                | 12               | 12               | 14               | 17               | 9 | 12                   | 21                   | 34                   |                      |                      |
| 2004-2005 | Mission de Sorel-Tracy       | LNAH         | 45 | 4                | 27               | 31               | 61               | 11               | 1 | 9                    | 10                   | 28                   |                      |                      |
| 2005-2006 | Mission de Sorel-Tracy       | LNAH         | 26 | 5                | 10               | 15               | 32               | 11               | 3 | 9                    | 12                   | 27                   |                      |                      |
| 2006-2007 | Mission de Sorel-Tracy       | LNAH         | 40 | 12               | 22               | 34               | 58               | 11               | 2 | 6                    | 8                    | 12                   |                      |                      |
| 2007-2008 | Mission de Sorel-Tracy       | LNAH         | 22 | 4                | 15               | 19               | 32               | -                | - | -                    | -                    | -                    |                      |                      |
| 2007-2008 | Isothermic de Thetford Mines | LNAH         | 1  | 0                | 0                | 0                | 0                | 7                | 0 | 1                    | 1                    | 20                   |                      |                      |
| 2007-2008 | CIMT de Rivière-du-Loup      | LCH-AAA      | 14 | 2                | 15               | 17               | 24               | 10               | 3 | 7                    | 10                   | 34                   |                      |                      |
| 2008-2009 | Isothermic de Thetford Mines | LNAH         | 39 | 3                | 9                | 12               | 76               | 18               | 2 | 10                   | 12                   | 24                   |                      |                      |
| 2009-2010 | Isothermic de Thetford Mines | LNAH         | 41 | 6                | 16               | 22               | 88               | 6                | 0 | 2                    | 2                    | 10                   |                      |                      |
| 2010-2011 | GCI de Sorel-Tracy           | LNAH         | 37 | 13               | 10               | 23               | 64               | 1                | 0 | 1                    | 1                    | 0                    |                      |                      |
| 2011-2012 | HC Carvena de Sorel-Tracy    | LNAH         | 33 | 2                | 9                | 11               | 40               | -                | - | -                    | -                    | -                    |                      |                      |
| 2012-2013 | HC Carvena de Sorel-Tracy    | LNAH         | 2  | 0                | 1                | 1                | 0                | -                | - | -                    | -                    | -                    |                      |                      |

## Trophées et honneurs personnels
- Ligue nord-américaine de hockey
  - 2002-2003 : élu dans la deuxième équipe d’étoiles.
  - 2003-2004 : élu dans l’équipe d’étoiles de l’Ouest.
  - 2004-2005 : élu dans l’équipe d’étoiles.
- Ligue de hockey junior majeur du Québec
  - 1996-1997 : remporte la Coupe du président et la Coupe Memorial avec les Olympiques de Hull.